# بروس موراي
بروس موراي (بالإنجليزية: Bruce Murray)‏، من مواليد 25 يناير 1966 في جيرمانتاون في ماريلاند في الولايات المتحدة الأمريكية، لاعب كرة قدم أمريكي سابق.
لعب مع منتخب الولايات المتحدة لكرة القدم في 1985 وحتى عام 1993، وشارك معهم في 86 مباراة وسجل 21 هدف.

## وصلات خارجية
- بروس موراي على موقع الاتحاد الدولي (مؤرشف)  (الإنجليزية)
- بروس موراي على موقع قاعدة بيانات كرة القدم.إي يو (الإنجليزية)
- بروس موراي على موقع ناشيونال فوتبول تيمز (الإنجليزية)
- بروس موراي على موقع أوليمبيديا (الإنجليزية)